# Lockheed P-38 Lightning
Lockheed P-38 Lightning (Lightning в превод означава „Мълния“) е американски тежък двумоторен изтребител и разузнавателен самолет. P-38 е единственият самолет, произвеждан в САЩ по време на цялата Втора световна война. Произведени са общо 10 037 броя.
Създаден е в края на 1930-те години от американската компания Lockheed Martin. Широко използван от съюзните ВВС по време на Втората световна война, особено при военните действия в района на Тихия океан.

## P-38 в България
P-38 е участвал в охраната на B-24 Liberator при бомбардировките на София през Втората световна война.